# Фугу (уезд)
Фугу́ (кит. упр. 府谷, пиньинь Fǔgǔ) — уезд городского округа Юйлинь провинции Шэньси (КНР). Уезд назван по существовавшему здесь посёлку.

## История
При империи Западная Хань в этих местах был создан уезд Фучан (富昌县). Во времена диктатуры Ван Мана он был переименован в Фучэн (富成县), а при империи Восточная Хань присоединён к уезду Пиндин (平定县). Впоследствии эти земли надолго перешли под власть кочевых народов.
Во времена империи Восточная Цзинь гунны создали здесь государство Великое Ся. В 427 году войска Северной Вэй захватили эти земли. При империи Северная Чжоу эти земли вошли в состав уезда Иньчэн (银城县). При империи Суй в 590 году в северной части территории современного уезда был вновь создан уезд Фучан.
При империи Тан был основан посёлок Фугу (府谷镇), а из уезда Иньчэн был выделен уезд Синьцинь (新秦县). При империи Поздняя Тан в 910 году земли вокруг посёлка Фугу были выделены в отдельный уезд — так появился уезд Фугу, в котором с 911 года разместились власти новой области Фучжоу (府州). При империи Поздняя Хань был образован Юнъаньский военный округ (永安军).
При империи Сун, так как из этих мест было удобно осуществлять военные походы против тангутского государства Си Ся, здесь в 1115 году был создан Баочэнский военный округ (保成军). В 1126 году области Линьчжоу, Фучжоу и Фэнчжоу отошли государству Си Ся. В 1139 году тангуты расформировали административные структуры китайского образца.
В 1153 году эти земли были захвачены чжурчжэнями, но в 1155 году тангуты вернули их. В 1226 году были созданы уезды Фугу и Цзяньнин (建宁县). Перед лицом монгольской угрозы была создана область Цзяньфу (建府州), но после монгольского завоевания она была в 1269 году расформирована, а уезд Цзяньнин был присоединён к уезду Фугу.
В середине 1930-х годов земли к югу от административного центра уезда перешли под контроль коммунистов, и в 1937 году в составе Шэньси-Ганьсу-Нинсяского советского района был создан уезд Шэньфу (神府县). Во время гражданской войны коммунистами в 1948 году на стыке провинций Шэньси, Шаньси и Суйюань был создан уезд Хэфу (河府县), подчинённый Шаньси-Суйюаньскому советскому району, но вскоре он был расформирован. После образования КНР в 1950 году был создан Специальный район Юйлинь (榆林专区), и уезд Фугу, к которому была присоединена часть земель расформированного уезда Шэньфу, вошёл в его состав. В 1958 году уезд Фугу был присоединён к уезду Шэньму, но в 1961 году был воссоздан. В 1968 году Специальный район Юйлинь был переименован в Округ Юйлинь (榆林地区).
В 1999 году постановлением Госсовета КНР были расформированы округ Юйлинь и городской уезд Юйлинь, и был образован городской округ Юйлинь.

## Административное деление
Уезд делится на 14 посёлков.